# Ottokar II van Stiermarken
Ottokar II van Stiermarken (overleden op 28 november 1122) was graaf van Traungau en Chiemgau en daarna van 1082 tot 1122 markgraaf van Stiermarken.

## Levensloop
Hij was de zoon van markgraaf Ottokar I van Stiermarken en Willibirg van Karinthië. Hij huwde rond het jaar 1090 met Elisabeth van Oostenrijk, dochter van hertog Leopold II. Met haar kreeg hij drie kinderen:
- Leopold I (overleden in 1129), markgraaf van Stiermarken
- Kunigunde (overleden in 1161), huwde met graaf Bernhard van Sponheim-Marburg
- Willibirg (overleden in 1145), huwde met graaf Ekbert II van Formbach-Pitten

Bij de Investituurstrijd tussen de Heilig Roomse keizer en de paus, koos Ottokar II de zijde van de paus, terwijl zijn oudere broer Adelbero, die in 1075 markgraaf van Stiermarken was geworden, de zijde van de keizer koos. Dit leidde tot een machtsstrijd tussen de twee broers, die in 1082 door Ottokar II werd gewonnen. Vervolgens werd hij de nieuwe markgraaf van Stiermarken.
In 1108 richtte hij de benedictijnenabdij van Garsten op. Nadat in 1122 het huis Eppenstein uitstierf, waartoe zijn moeder behoorde en een dynastie die enkele hertogen van Karinthië bevatte, erfde hij enkele van hun landgoederen. In november 1122 stierf Ottokar II.